# Lottie Pickford

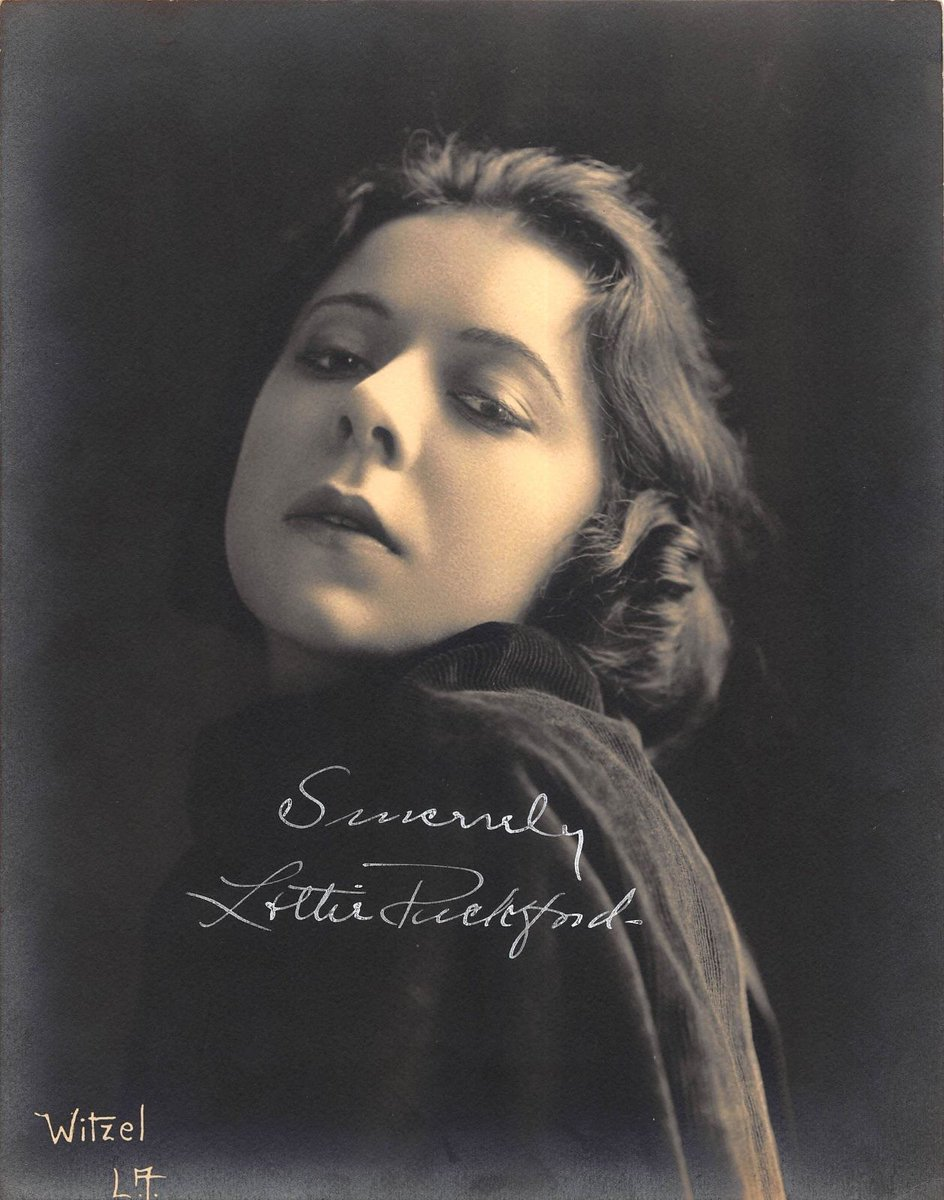
Lottie Pickford (um 1920, Fotografie von Albert Witzel)

Lottie Pickford (eigentlich Charlotte Smith; * 9. Juni 1893 in Toronto, Ontario; † 9. Dezember 1936 in Beverly Hills, Kalifornien) war eine US-amerikanische Schauspielerin kanadischer Herkunft der Stummfilmära. Sie war die jüngere Schwester von Mary Pickford und ältere Schwester von Jack Pickford.

## Leben
Lottie Pickford wurde als zweites von drei Kindern der Schauspielerin Charlotte Hennessey und ihres Mannes John Charles Smith geboren. Alle drei Kinder waren bereits in jungen Jahren im Filmgeschäft tätig. Nach dem Durchbruch ihrer älteren Schwester Gladys Smith, die den Künstlernamen Mary Pickford trug, nahmen auch die beiden jüngeren Geschwister den Namen für ihre Schauspielkarrieren an.
Lottie Pickford begann ihre Laufbahn 1909 und wurde wie ihre ältere Schwester von David Wark Griffith für dessen American Mutoscope and Biograph Company unter Vertrag genommen. Alleine bis 1910 drehte Pickford 25 Kurzfilme, 1914 folgten erste Hauptrollen in größeren Filmproduktionen.
Neben kleinen Auftritten in Filmen ihrer großen Schwester Mary und Nebenrollen in Filmen wie His Trust von 1911 war Pickford unter anderem 1925 als Dienstmädchen Lola in Der Mann mit der Peitsche zu sehen. Nach einem Auftritt im Kurzfilm Life in Hollywood No. 6 beendete sie 1927 ihre Laufbahn als Schauspielerin.
Abseits ihrer Filmkarriere war Lottie Pickford vor allem durch ihr ausschweifendes Privatleben und von ihr veranstalteten Feiern bekannt. Sie war insgesamt viermal verheiratet, zuletzt seit 1933 mit John William Lock. Aus ihrer ersten Ehe hatte Pickford eine 1915 geborene Tochter. Nach Jahren in zunehmend schlechter Gesundheit durch Alkoholismus starb Lottie Pickford am 9. Dezember 1936 im Alter von 43 Jahren (zeitgenössische Quellen sprachen von 41 Jahren) in ihrem Anwesen in Beverly Hills an den Folgen eines Herzinfarkts, den sie drei Tage zuvor erlitt. Sie wurde im Familiengrab der Pickfords auf dem Forest Lawn Memorial Park bestattet.

## Filmografie (Auswahl)

### Kurzfilme
- 1909: Two Memories
- 1909: The Hessian Renegades
- 1909: Getting Even
- 1909: His Lost Love
- 1909: The Red Man’s View
- 1909: To Save Her Soul
- 1911: The Italian Barber
- 1911: His Trust
- 1911: Sweet Memories
- 1912: A Beast at Bay
- 1927: Life in Hollywood No. 6

### Spielfilme
- 1914: The House of Bondage
- 1915: The Diamond from the Sky
- 1915: Fanchon the Cricket
- 1916: The Reward of Patience
- 1917: On the Level
- 1918: Mile-a-Minute Kendall
- 1918: The Man from Funeral Range
- 1924: Der Ritt ums Leben (Dorothy Vernon of Haddon Hall)
- 1925: Der Mann mit der Peitsche